# Aida/Spendi spandi effendi
Aida/Spendi spandi effendi è un 45 giri di Rino Gaetano pubblicato nel 1977 dalla It.
La canzone sul lato A era già stata pubblicata nel 45 giri precedente, mentre Spendi spandi effendi, tratta dall'album Aida, è una canzone che affronta il tema della crisi petrolifera del 1973.
Questa versione però presenta una piccola differenza nel testo rispetto a quella sull'album: nel verso «prendimi maschiaccio libidinoso, coglione» quest'ultima parola è assente; nelle apparizioni televisive del periodo il testo presentato da Gaetano è quello di questo 45 giri. La versione censurata appare anche nell'antologia Aida '93.

## Cover
Nel 1993 in E cantava le canzoni... La nuova musica italiana ricorda Rino Gaetano i 99 Posse, con la collaborazione di Sergio Messina, hanno composto una cover di Spendi spandi effendi.
Noemi ha inserito il brano, in chiave reggae, Spendi spandi effendi nella scaletta dei suoi tour, a partire dalla seconda parte del Sulla mia pelle tour nel 2010.